# Ingjerd Egeberg
Pour les articles homonymes, voir Egeberg.
Ingjerd Egeberg, née le 19 mai 1967 à Moelv (Norvège), est une actrice et directrice de théâtre norvégienne.

## Biographie
Ingjerd Egeberg est diplômée de l'Académie nationale norvégienne de théâtre en 1994.
Elle travaille au Hålogaland Teater et au Rogaland Teater, duquel elle est directrice de 2000 à 2004.

## Filmographie partielle

### Au cinéma
- 2000 : Detektor : Janne / Silje
- 2002 : Tyven, tyven : Toril Houg
- 2006 : Marias menn : Maria
- 2008 : Varde  : Anne  (court métrage)
- 2010 : Maskeblomstfamilien : Friserdamen
- 2013 : De tøffeste gutta : Rektor
- 2014 : Kule kidz gråter ikke : Jonas' mor
- 2016 : Generation Mars  : Anne  (court métrage)
- 2017 : Downsizing : Anne-Helene Asbjørnsen
- 2018 : En affære : Trine-Lise

### À la télévision
- 2014-2016 : Mammon, la révélation : Eva Verås (série télévisée en quatorze épisodes)

## Récompenses et distinctions
- (en) Ingjerd Egeberg: Awards, sur l'Internet Movie Database